# 제10산악사단
제10산악사단(영어: 10th Mountain Division)은 뉴욕 포트 드럼에 본부를 둔 미국 육군의 경보병 사단으로, 제18(XVII)공수군단의 예하 부대로 거친 지형과 날씨 환경에서의 전투에 특화된 사단이다. 보유하는 "산악(Mountain)" 표장은 역사적인 목적으로 디자인되었지만, 실제로는 경보병사단으로 조직되었다.

## 개요
1943년에 창설되어 제2차 세계 대전에 참전했던 사단이기도 하다. 이탈리아의 거친 지형과 산맥에서 싸웠다. 종전 후, 한때 제10보병사단 훈련부대로 재편성되었으며, 잠시 독일에 전개하고 해체되었다.
1985년 재창설된 사단은 1990년에 걸쳐서 사막 폭풍 작전(사우디아라비아), 희망 회복 작전, 희망 지속 작전(소말리아), 민주주의 유지 작전(아이티), 합동 맺기 작전(보스니아 헤르체고비나)과 합동 수호자 작전(코소보), 허리케인 앤드루 피해 복구(플로리다 주, 홈스테이드 시), 시나이 반도에서 다국적군이자 감시자로서 수많은 분쟁에 전개하였다. 2001년 이후 사단과 4개 전투 여단은 이라크와 아프가니스탄 양쪽으로 여러번 전개하여 이라크 자유 작전과 항구적 자유 작전을 지원하고 있다.

## 역사

### 기원
제10사단은 1918년 제1차 세계 대전에 따라 정규군이자 국군 사단으로서 창설되었다. 그러나 국외로 가지 못하고 1919년 1월 캔자스주 캠프 펀스톤에서 해체되었다.
1939년 11월에 있었던 핀란드 침공에서 소비에트 연방의 2개 기갑 사단이 핀란드의 스키 탄 장병에게 박살이 남에 따라 러시아의 노력이 좌절되었다. 그들의 능력을 높이 산 국제 스키 순찰대의 회장인 찰리 미넛 돌은 전쟁부에 미국 육군에도 산악전과 겨울에서의 전투를 위해 유사하게 훈련된 부대가 필요하다고 로비를 시작하였다.
1940년 9월, 육군 참모총장인 조지 마셜 대장은 돌의 의견을 받아들여 거친 지형에서의 전투를 위한 "산악" 부대를 만들기로 한다. 1941년 12월 8일 육군은 포트 루이스에서 첫 번째 산악 부대인 제87산악보병대대(훗날의 '제87보병연대')를 창설하였으며 이들은 해발 14,411의 레이니어 산을 포함한 가혹한 환경에서 훈련받았다. 국제 스키 순찰대가 제87보병연대와 이후 사단에 모병의 독특한 역할을 맡았다. 알래스카주 근처 알류샨 열도의 키스카 전역에서 복귀한 뒤, 육군 지휘관들은 전반적인 산악전의 개념을 확장하기로 하였다. 제87보병연대는 새로운 사단의 핵심이 되었다.

### 제2차 세계 대전

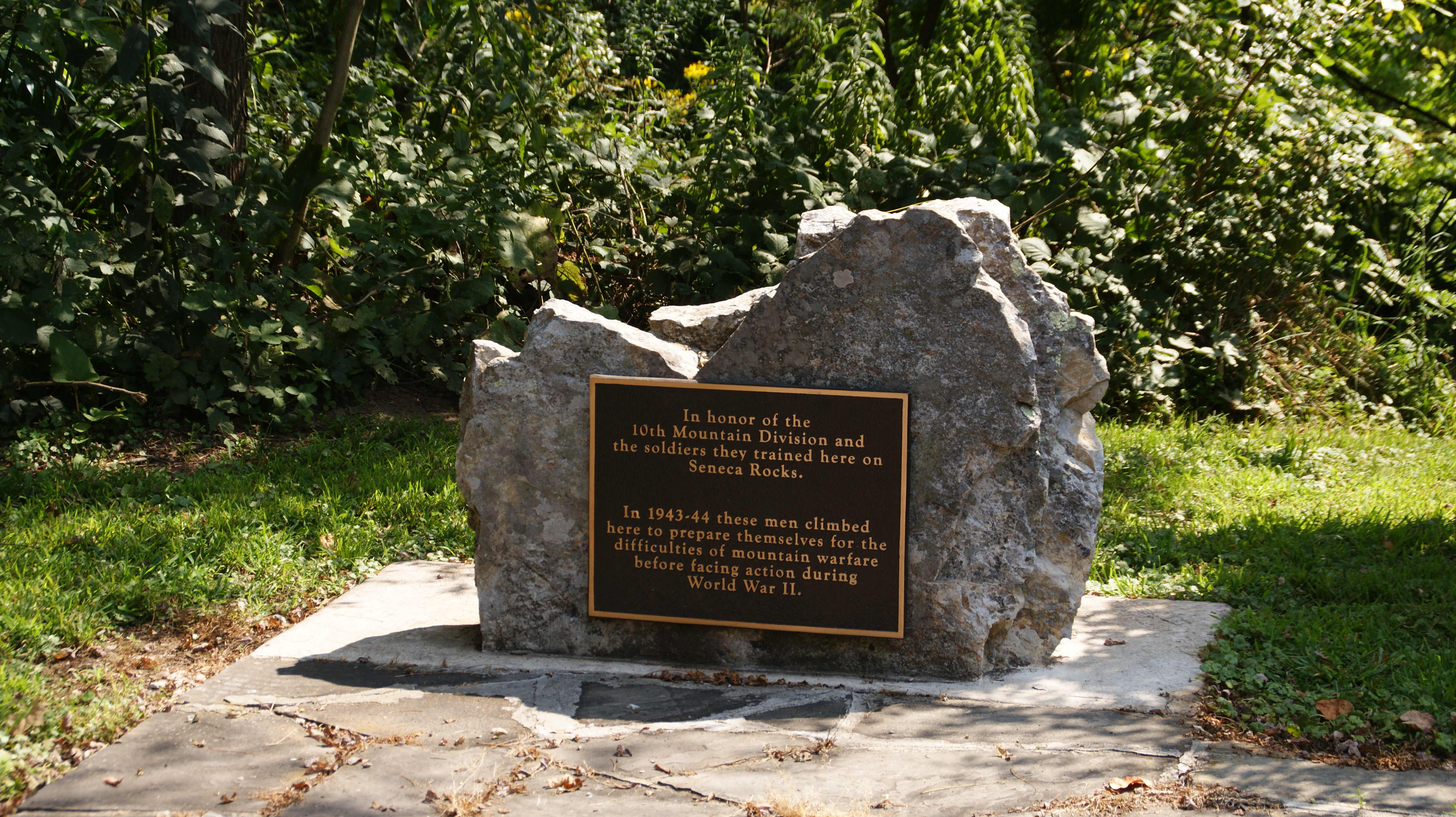
WV 세네카 바위에 박아둔 제10산악사단을 기리기 위한 상패

제10산악사단(알파인(Alpine))은 1943년 7월 10일에 구성되어 2일 후에 콜로라도주 캠프 할에서 창설되었다. 제85, 86, 87보병연대를 중심으로 하며, 제604, 605, 616야전포병대대, 제110통신중대, 제710군수중대, 제10병참중대, 제10수색대, 제126공병대대, 제10의무대대, 제10방첩파견대가 배속하고 있다. 육군 사단 중에서 독특하게도 3개 야전포병대대가 배속하였다.

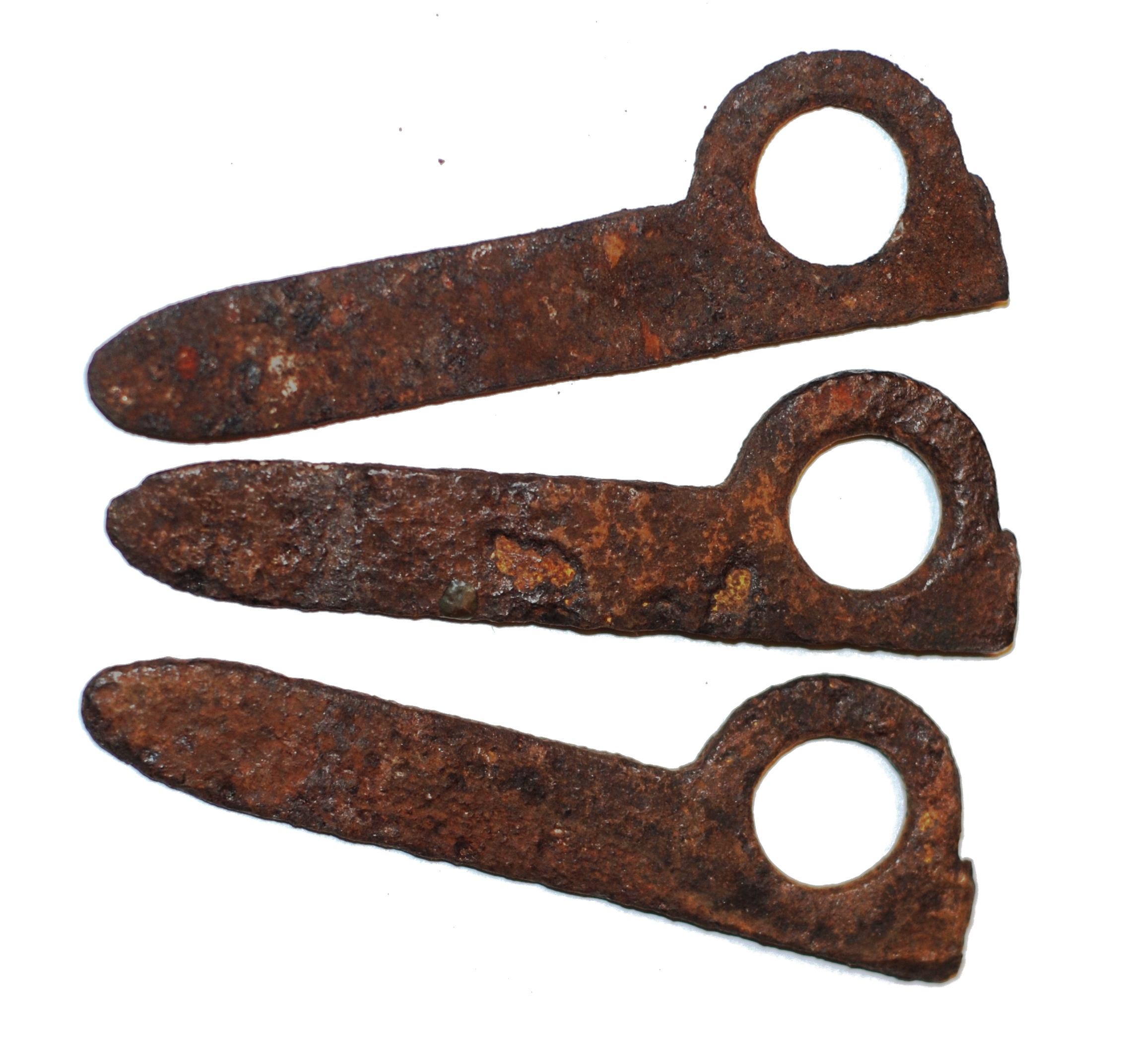
제10산악사단 장병들이 1940년대에 박아놓은 피턴

1943년~1944년 동안 세네카 바위에서 보조 등반, 수신호와 소음 피턴 망치의 사용법을 훈련받았다. 고전 등반 경로에 거의 먼저 올랐지만, 매우 많이 기록했다. 장병들이 박았던 75,000여 개가 넘는 쇠못은 세네카 바위와 가까운 챔페 바위, 그리고 넬슨 바위에 아직도 많이 박혀있다.스키 쿠퍼의 스키 슬로프를 포함한 캠프 할에서 사단의 장병은 1년간 아주 무지막지한 산악 환경에서의 생존과 전투(텐트 없이 눈 속에서 잠자고 설상화와 스키로 싸우기)를 훈련받았다.
1944년 6월 22일에 사단은 루이지애나주에서 기동 준비를 위해 캠프 스위프트에서 배에 오를 예정이었으나, 저고도와 더운 기후에 적응하는 단계적 훈련이 필요했기에 취소되었다. 1944년 11월 6일, 제10사단은 제10산악사단으로 재편성되었으며, 새로운 어깨 소매 인식표에 똑같은 파랑 바탕에 하얀 글자인 "Mountain" 표장이 부여되었다.

#### 이탈리아
1944년 하반기에 이탈리아로 출항하여 1945년 1월 6일에 도착했으며,. 즉각적으로 Cutigliano와 Orsigna 부근에서 참전했다. 1945년 2월 19일 사전 방어 행동에 따라 브라질 원정군의 장병과 연계하여 몬테 카스텔로 전투를 치렀다.

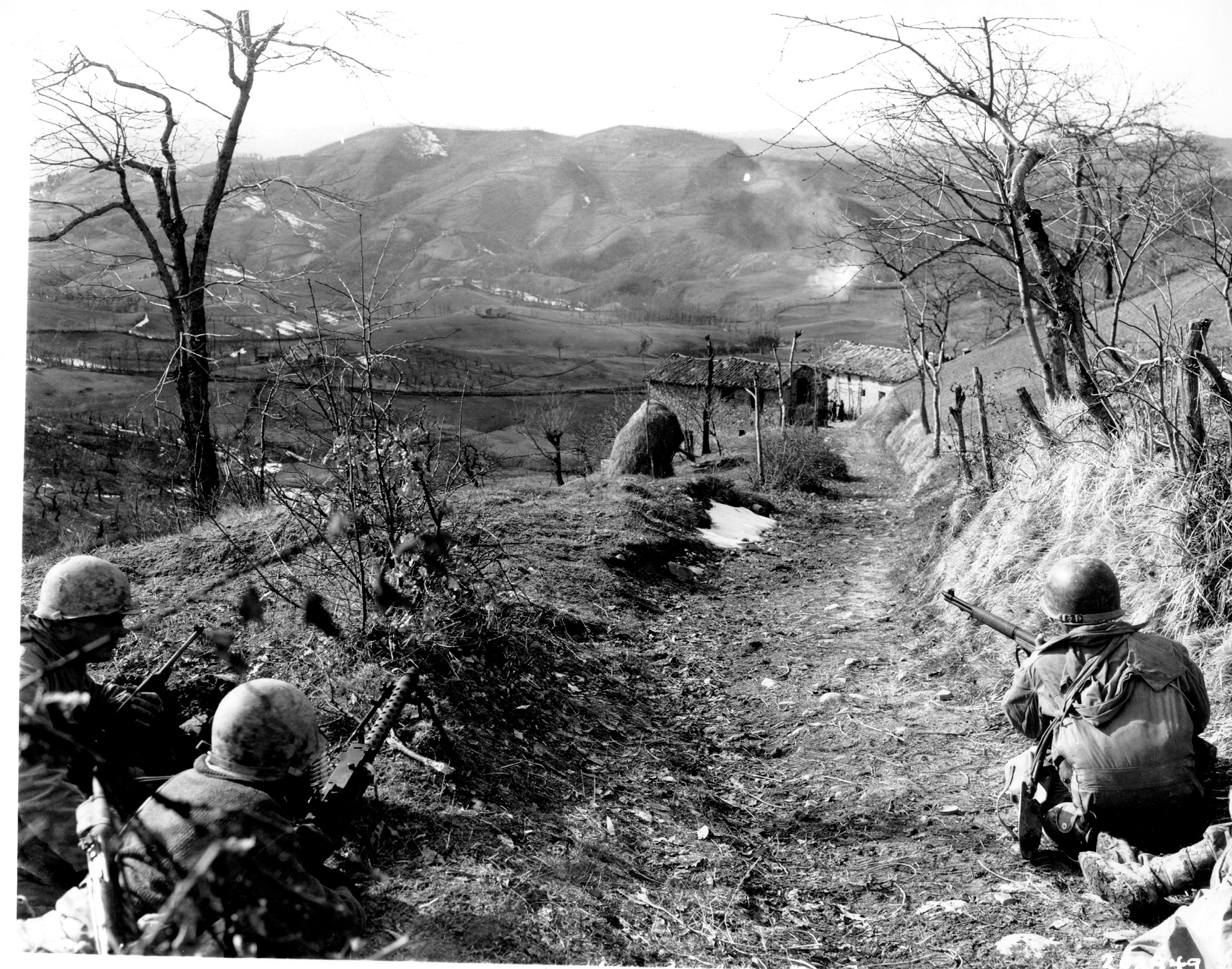
북이탈리아에서 사단의 진격을 엄호 중인 사단의 강습 분대원들.

부대는 몬테 델라 토라카시아-벨베데레 산의 봉우리에서 합동 공격으로 며칠간의 격한 전투 끝에 이겼다. 3월 상반기, 사단은 카놀라 북쪽에서 싸우며 볼로냐 24km (15마일)로 이동했다. 3주간 방어지점 정비를 위해 4월에 다시 뛰어들어, 4월 20일에 Montegiorgio를 점령하고 포 계곡에 들어갔으며, 프라델비노(Pradalbino)와 봄포르토(Bomporto)를 전략 거점으로 정했다. 4월 23일에 포강을 건너 4월 25일 베르나에 도달하여, 나고-토르볼레에서 격렬한 반격에 맞닿았다. 가르다호를 건너 상륙한 뒤, Gargnano Porto di Tremosine를 제압했다. 4월 30일, 이탈리아에서의 독일의 저항이 끝났다. 독일이 항복한 1945년 5월 2일, 사단은 경비 임무를 맡아, 항복한 가지각색의 독일군 부대와 트리에스테 근처, Kobarid, Bovec와 Log pod Mangartom, 슬로베니아를 V-E 데이까지 지역 감시하는 임무를 맡았다, 유럽에서의 전쟁이 끝났다.

#### 동원 해제
원래대로라면 사단은 태평양 전역으로 보내져 다운폴 작전에서 한 부분을 맡아 일본 본토로 진격할 예정이었다. 그러나 1945년 8월에 히로시마와 나가사키의 원자 폭탄 투하로 일본이 항복하였다. 이틀 후에 사단은 미국으로 귀환하였으며, 콜로라도주 포트 카슨에서 1945년 11월 30일 동원 해제 및 해산되었다. 제2차 세계 대전동안 제10산악사단은 114일 동안 전투를 벌여 992명 전사, 4,154명 부상의 피해를 보았다. 명예 훈장 1개(존 D. 맥라스) , 수훈십자장 3개, 수훈장 1개 , 은성 훈장 449개, 레지옹 오브 메리트 7개, 장병 훈장 15개, 동성 훈장 7,729개를 받았고, 사단은 2개의 종군 테이프를 받았다.

### 냉전
1948년 6월, 사단은 캔자스주 포트 라일리에서 재구축 및 창설되어, 캔자스 주에서 주둔하는 한편 훈련받았는데, "Mountain" 표장 없이 10년 동안 제10보병사단으로서 근무했다. 이후 대규모로 신병을 훈련하는 것으로 바뀌어 이 임무는 1950년 한국 전쟁의 발발과 더불어 확장되었다. 1953년에는 포트 라일리에서 육군 신병을 약 123,000명이나 훈련했다.
1954년에 다시 전투 사단으로 전환되었으나, "Mountain" 표장은 수복하지 못했다. 해체된 제37보병사단의 장비를 썼으며, 북대서양 조약 기구 방위대의 일원으로 복무하던 제1보병사단과 독일 뷔르츠부르크에서 교대하였다. 제3보병사단과 교대해 나갈 때까지 독일에서 4년간 근무하였으며, 1958년 6월 14일, 포트 배닝에서 해체되었다.

### 재창설
1985년 2월 13일, 제10산악사단 (경보병)은 뉴욕주 포트 드럼에서 재창설되었다. 육군 사단의 객체 재편 계획대로 사단은 더는 연대로 구성되지 않고, 2개 여단으로 편성된다. 제1여단은 포트 드럼에서, 제2여단은 포트 배닝에서 창설되었으며, 1988년 포트 드럼으로 이동했다. 제27보병여단과 같이 육군 주 방위군에서 독립된 여단을 배속받았다. 신속 전개할 수 있는 특수하게 설계된 경보병 사단으로서, 장비 설계는 전략 및 전술 기동성 양쪽의 이유로 무게와 규모를 줄였다. 또한, 고유 부대 인식표를 받았다. 독립된 항공 여단은 1988년 창설되었다.

### 긴급 사태
1990년, 사막 폭풍 작전을 지원하기 위해 장병 1,200명을 파견했다. 548 근무 지원 대대와 1,000여 명에 가까운 장병으로 구성된 이 거대한 부대는 이라크의 제24보병사단 (기계화)를 지원하였다. 1991년 3월 공격을 멈춤에 따라 지원 장병은 포트 드럼으로 6월까지 복귀하였다.

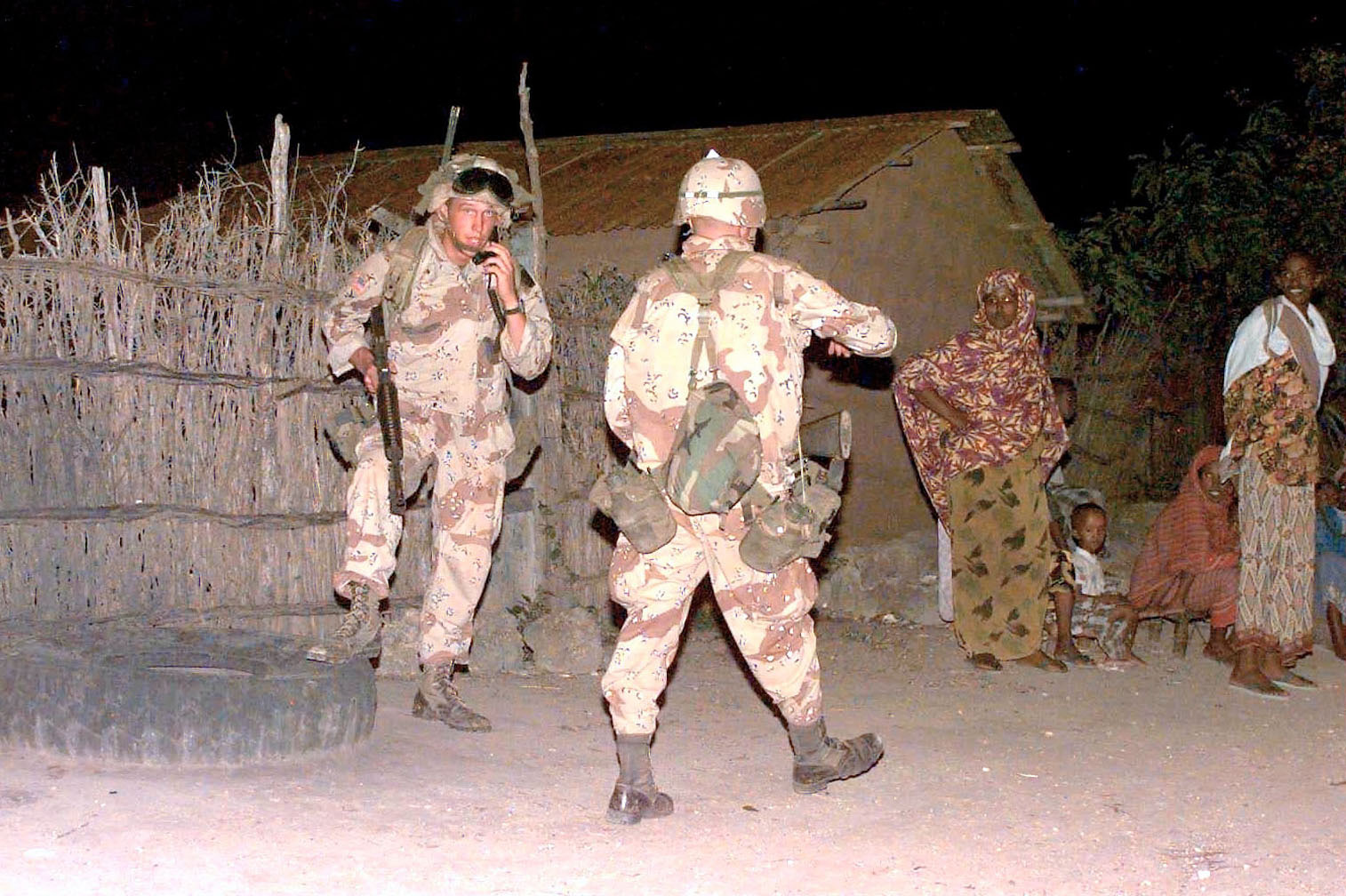
무기를 찾아서 소말리아 마을을 둘러보는 제10산악사단 병사들

1992년 7월 24일 남부 플로리다에 허리케인 앤드루가 들이닥쳐, 13명이 죽고 250,000명이 집을 잃었으며, 20억 미국 달러가량의 피해가 발생했다. 1992년 9월 27일 마운틴 임무대(Mountain Task force)를 파견하여 허리케인 앤드루에 의한 재해 구호에 대응했다. 사단 장병은 구호 기지를 설치하고 식량을 배급하고, 옷가지, 의료용품과 건축 지원을 했으며, 또한 잔해물을 치우고 집을 새로 짓는 등의 도움을 주었다. 1992년 10월 남은 사단 장병 6,000여 명이 플로디아에서 귀환했다.

#### 희망 회복 작전

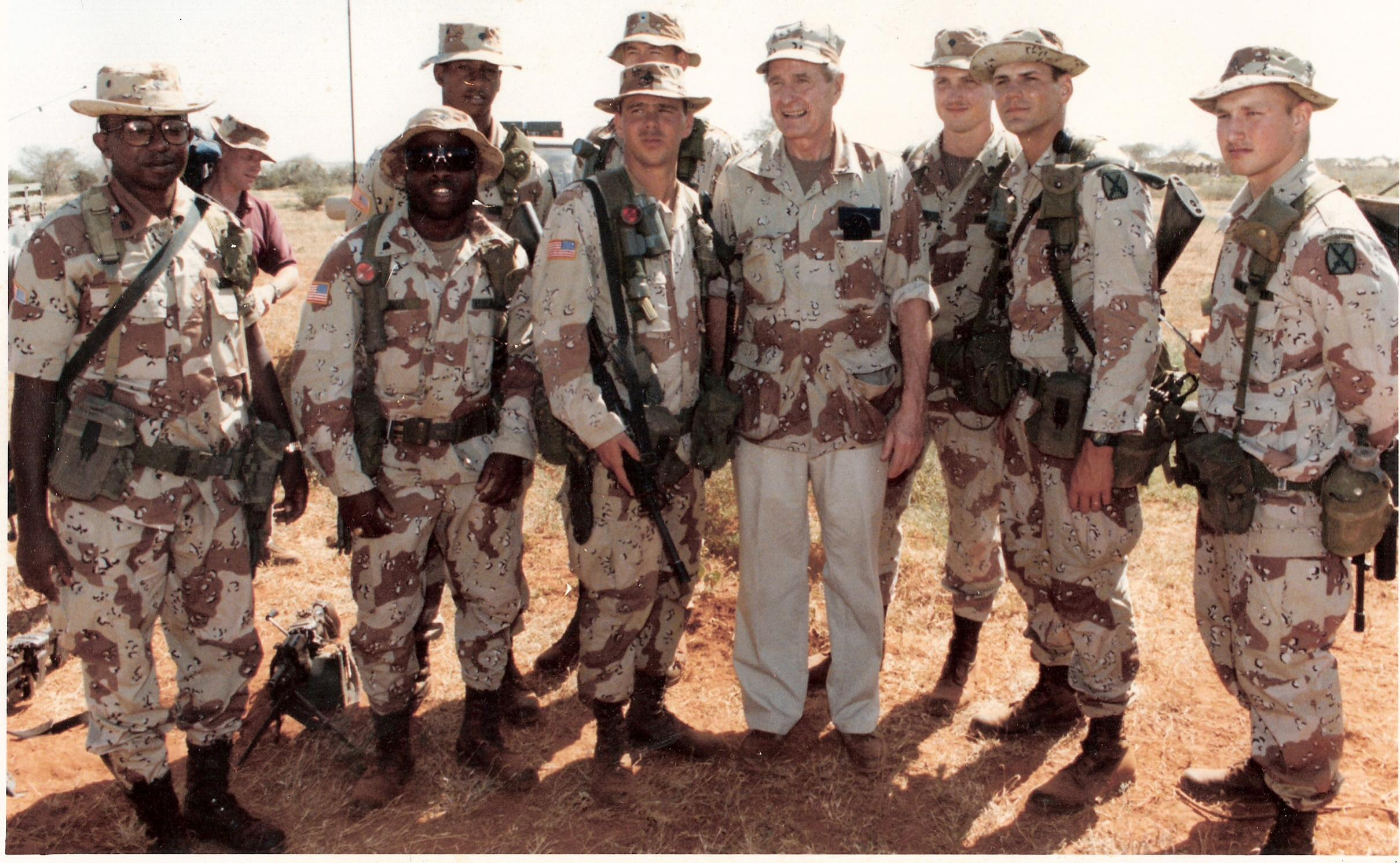
1993년 1월, 제10산악사단, 87보병연대, 1대대원들과 조지 부시 대통령.

1993년 12월 3일, 사단 본부는 희망 회복 작전을 위한 통합 임무대의 육군부대 지휘부로 설계되어 육군 부대 사령관이자 사단 지휘관으로는 스티븐 L. 아널드 소장이 맡았다. 제10산악사단의 임무는 소말리아 내전의 영향으로 고통받는 소말라아 국민에게 구호물자의 안전한 제공을 위하여 주요 도시를 점령하는 것이다.
제10산악사단의 노력에 의한 인도주의 작용으로 재귀 전투가 감소하고 식량 부족이 끝나갔다. 후에 모가디슈 전투로 잘 알려진 공습에서 레인저 기동 부대와 탐색구조대가 갇혀있자, 제10산악사단은 장병을 구하기 위해 UN 신속 대응 부대를 보냈다. 제10사단은 전투에서 2명의 장병이 죽었으며, 베트남 전쟁 이후로 육군 정규군에 의해 가장 오랫동안 지속된 총격전이었다. 사단은 1994년 3월에 22 보병 연대, 2 대대의 마지막 장병이 미국으로 귀환할 때까지 1994년 2월에 소말리아에서 병력을 감축하기 시작하였다.

#### 민주주의 유지 작전

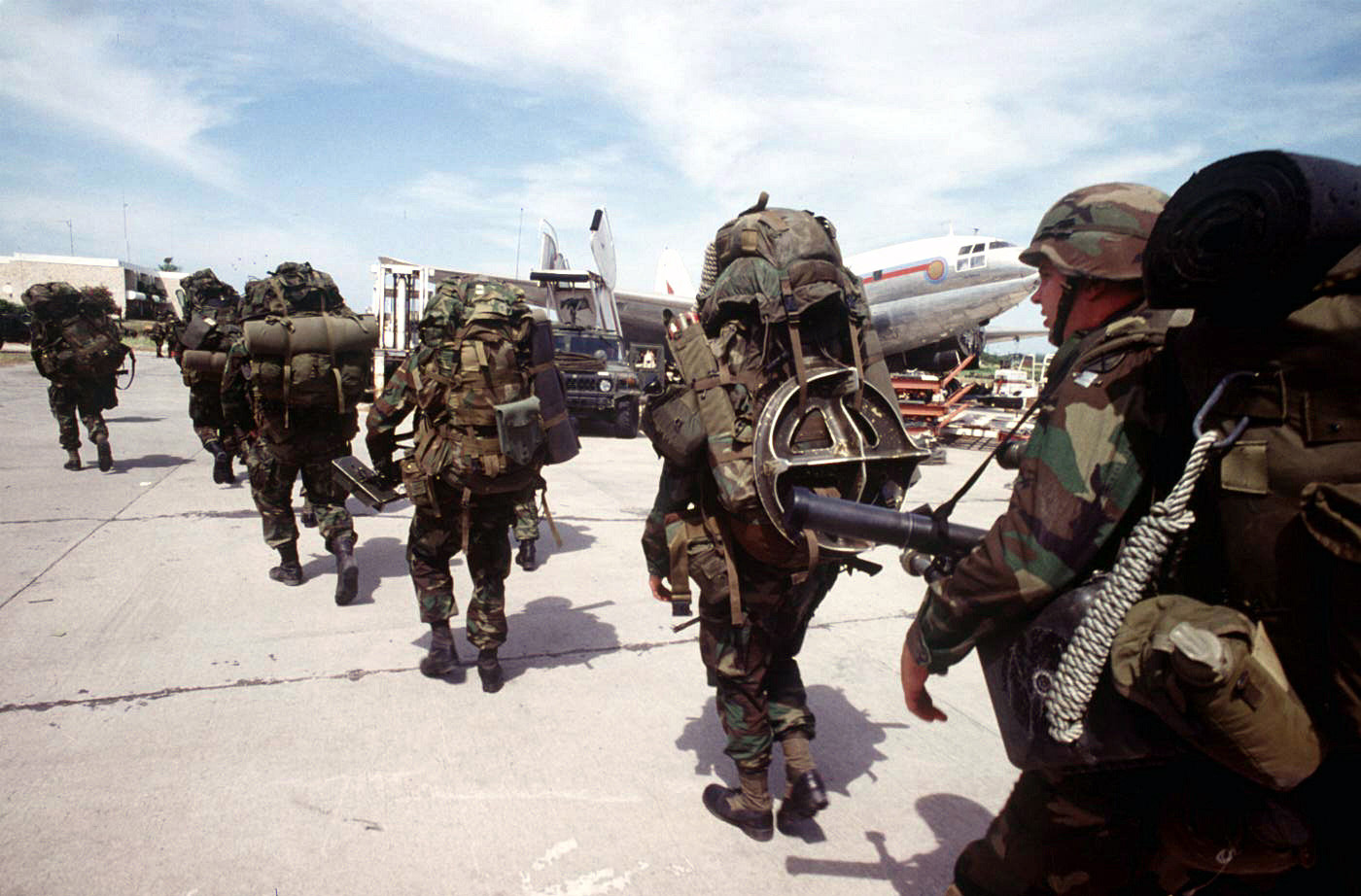
1994년 프로토프랭스 국제 공항을 확보한 제10산악사단 장병들.

아이티에서 민주주의 유지 작전이 수행되면서 구성된 아이티 다국적군(MNF Haiti)과 190 합동 기동 부대(Joint Task Force 190; JTF-190)의 핵심이 되었다. 이 작전 동안 8,600명 이상의 사단 장병이 전개하였다. 1994년 9월 19일에, 제1여단은 항공모함 USS 드와이트 아이젠하워 (CVN-69)에서 육군 최초로 공습 강습을 수행했다. 이 부대는 헬기 56대와 약 2,000여 명의 장병으로 구성되었으며 포르토프랭스 국제공항을 점령하였다. 이것은 제2차 세계 대전의 둘리틀 공습 다음으로 항모에서 수행된 가장 큰 규모의 육군 항공작전이다.
사단의 임무는 아이티 정부의 장베르트랑 아리스티드 대통령의 민주주의 선거가 열리도록 안전하고 안정된 환경을 만들어 주는 것이었다.(나중에 이루어졌다.) 1995년 1월 15일 제25보병사단으로부터 아이티 다국적군(MNF-Haiti)의 지휘 통제를 건네받아, 1995년 1월 31일에 아이티에 재전개하였다.

#### 이글 임무대
1998년 가을, 이글 임무대의 수석 본부 역할을 한다는 통보를 받고, 보스니아 헤르체고비나에서 다국적 사단의 북방 지역을 책임지고 평화유지군에게 작전이 진행되는 동안 지원을 제공했다. 하반기 여름에 선택된 사단 부대가 전개하기 시작하여, 약 3,000여 명의 사단 장병이 전개했다. 보스니아 임무가 달성된 뒤, 사단의 부대는 지정된 텍사스주 방위군 제49기갑사단의 장병에게 권한을 양도하였다. 2000년 초여름에 모든 제10산악사단 장병은 포트 드럼으로 안전하게 귀환했다.

### 테러와의 전쟁

#### 분쟁 대응

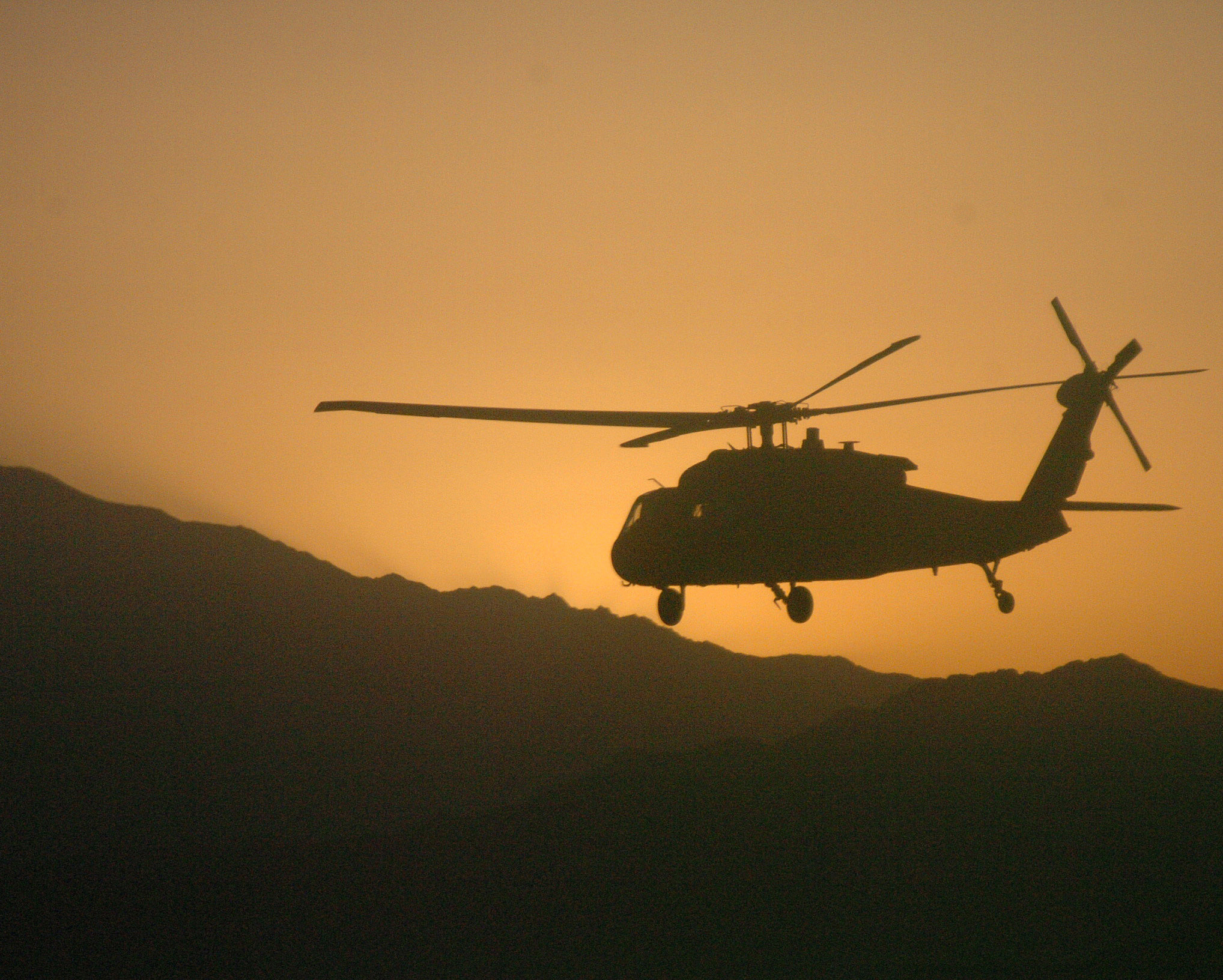
아프가니스탄에서의 임무로 제10산악사단의 병사들을 수송하는 UH-60 블랙 호크

2000년 미국 대통령 선거 동안, 사단의 늦은 대응이 1990년대 내내 빈번한 전개로 사단을 재훈련 및 재정비할 시간이 없었다고 추정하고, "임무를 수행할 준비가 안 되어 있다(not ready for duty)"며 조지 W. 부시가 주장하여 제10산악사단의 대응 문제가 정치적 이슈가 되었다. 2000년 7월에 미국 연방회계감사원의 감사를 따르면 제10산악사단은 "여타 주요 전쟁에서의 경우처럼 주요 구성군의 전개(특히 본부)를 할 수 없다."라고 한번에 분쟁에 전개할 수 없다고 언급했다 보수주의 싱크탱크 헤리티지 재단은 냉전이 끝나고 미군의 예산이 삭감됨에 따라 전쟁을 할 준비가 되어 있지 않다고 공감과 더불어 동의했다 육군의 대응에 따라 제10산악사단이 이글 임무대로서 전개할 준비가 되지 않아, 인원이 부족하지만 2000년 말에 완전한 전투 준비를 하기로 했다. 육군은 전개 목록에서 제10산악사단을 내렸으며, 재훈련 및 재정비할 시간을 얻었다.
2002년에, 칼럼니스트이자 고위 예비역인 데이비드 핵로스는 제10산악사단은 훈련의 부재로 바닥을 치는 체력, 지휘 능력과 사기로 준비되지 않았다고 재차 비평했다. 덧붙여 그는 사단은 더는 산악전에 적합하지 않다고 하였다.

#### 전개 개시

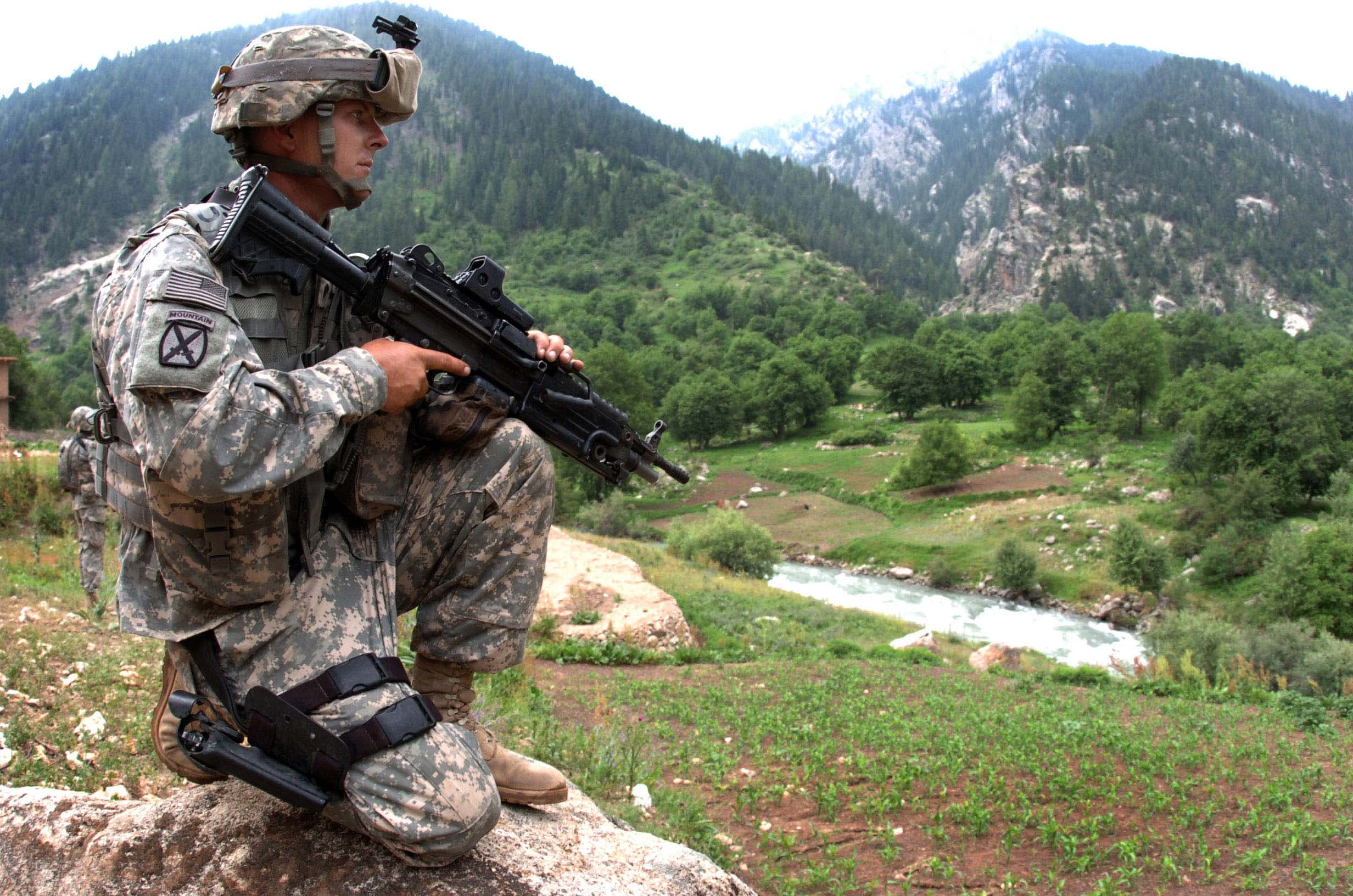
아프가니스탄 고지대

9.11 테러에 따라 특수병력대대와 제87보병연대, 1대대(1-87)를 포함한 사단의 부대가 2001년 말에 항구적 자유 작전의 일부로서 아프가니스탄에 전개했다. 이들 부대는 2002년 중순까지 남았었고, 아나콘다 작전, 마자리샤리프의 몰락과 콸라이장기 전투 작전에 참가하여 각 지역을 확보했다. 사단은 또한 2002년에 샤히콧 계곡에서의 전투에 참가했다. 각 대대가 귀환했을 때 부시 대통령의 귀환 환영과 칭찬을 받았다.
2003년에 사단 본부와 제1여단전투단은 아프가니스탄에 돌아왔다. 그 동안 팍티카주의 전방 지역에서 작전을 수행했으며, 전쟁에서 탈레반과 알카에다 부대 수색으로 이전에 손대지 않은 지역으로 갔다. 아발란체 작전, 마운틴 리졸브 작전, 그리고 마운틴 바이퍼 작전과 같은 몇몇 소규모 분쟁과 싸우면서 사단은 전략을 정비하여 소규모 부대가 직접 상호 작용하며 지역을 이동하며 저항군을 소탕했다. 1 여단전투단은 다수의 인도주의적 임무를 맡았었다.
2003년과 2004년, 제10항공여단은 아프가니스탄에 처음으로 전개했다. 전구 내의 유일한 항공 여단으로서, 나라 안에서 작전 중인 미국 육군 부대에 항공 지원을 제공했다. 여단의 임무는 근접 항공 지원, 의료후송 임무, 그리고 다른 임무로 탈리반과 알카에다 부대와의 전투를 포함한다. 2004년 포트 드럼으로 귀환했다

#### 개편, 그리고 이라크 배치

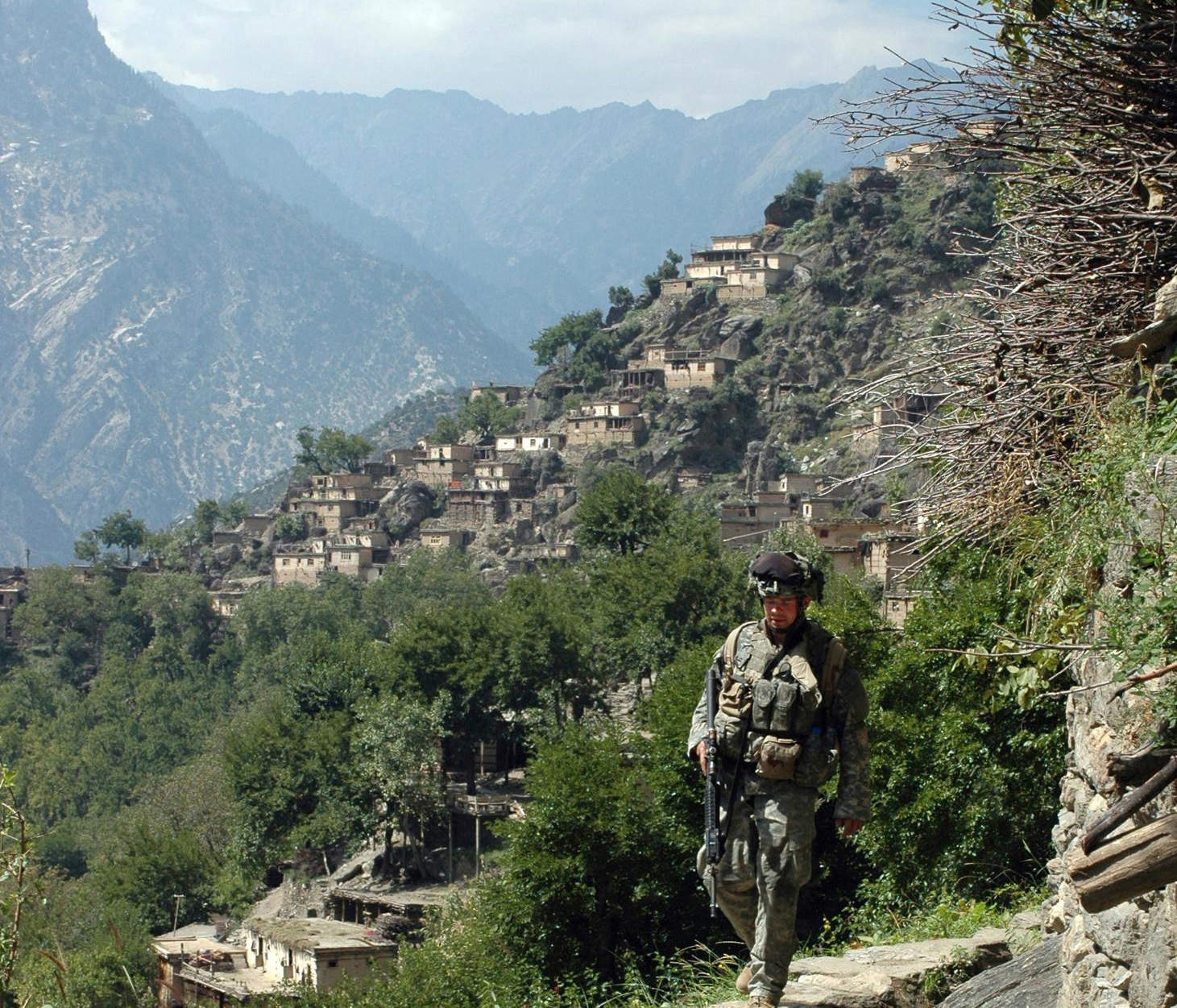
누리스탄주에서 순찰 중인 병사.

사단 본부와 제1여단이 귀환하고 개편으로 모듈러 사단으로 전환되었으며 2004년 9월 16일에 사단 본부는 개편을 마치고, 특수병력대대를 추가 편성하였다. 제1여단은 제1여단전투단, 제3여단은 제3여단전투단으로 개편되었다. 2005년 2월에는 루이지애나주 포트 폴크에서 제4여단전투단이 활동을 개시했다. 제2여단전투단은 이라크에 전개 중이었므로 2005년 9월까지 개편되지 않았다.
2004년 말에, 제2여단전투단은 이라크 자유 작전의 지원을 위해 이라크에 전개하여 서부 바그다드에서 전투 작전을 맡았었으며 2005년 말에 귀국했다. 같은 시기에 제1여단전투단은 이라크에 다시 전개하여 2006년까지 머물렀다.

#### 최근 배치

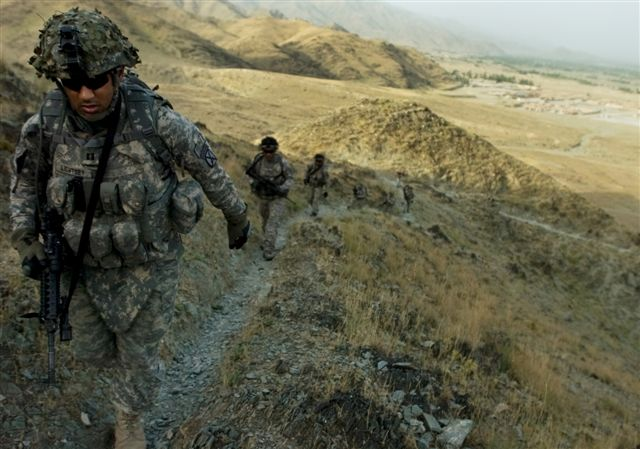
쿠나르주에서의 제10산악사단 1대대 병사들

사단 본부와 제3, 4여단전투단의 두개 대대 임무대가 2006년 아프가니스탄이 전개했으며, 2007년까지 머물렀다. 사단과 여단은 그 나라에서 동부 지역의 파키스탄 국경에서 이전 전개 당시 했던 유사한 임무로 만족스럽게 활동했다. 제82공수사단, 4여단전투단이 이라크로 전개했던 제173공수여단전투단와 교대함에 따라 여단의 전개가 연장되었다.
2006년 겨울 제10산악사단의 10항공여단은 아프가니스탄 바그람 공군 기지에 전구에서 유일한 항공 여단으로서 함구적 자유 작전을 지원하러 전개했다. 팔콘 임무 부대로 이름 붙여진 여단의 임무는 아프가니스탄 국방군의 힘을 구축하고 아프간 정부의 역량을 늘릴 수 있도록 저항군과 연한 민병대를 격퇴하는 항공 작전을 수행했다. 덧붙여, 임무대는 나라 구석구석으로 국제 안보 지원군 부대를 위한 물자 및 전투 지원을 취했다.
1년의 휴식 뒤, 제10산악사단의 본부는 2008년 4월에 처음으로 이라크에 전개하였다. 2007년 11월부터 2009년 1월까지 제4보병사단 본부 지휘하의 북동부 바그다드에서 제4여단전투단이 활동할 때 사단 본부는 남부 바그다드의 지휘부로서 활동했다. 제10산악사단은 대규모 작전인 팬텀 피닉스 작전에 참여했다.
제3여단전투단은 2009년 이라크에 전개할 예정이었으나, 계획이 바뀌었다. 대신에 2009년 1월 동부 아프가니스탄의 로가르와 바르다크에 전개하여 그 나라에서의 미군을 진격시키는 제101공수사단의 일부로서 도왔다. 여단은 지역 내의 전방 작전 기지의 확장과 추가 미군 부대의 도착에 대한 대비를 위해 지역 내의 미군의 주둔을 강화하는 데 대응했다.
제2여단전투단은 이라크 2009 ~ 2010년 주기로 2009년 가을 이라크에 전개할 계획이 잡혔다. 제1여단전투단은 2009년 이후에 이라크에 전개할 계획이었지만, 그 대신에 2010년 3월에 아프가니스탄에 전개한다.
제3여단전투단은 2011년 3월 아프가니스탄에 전개했다.

## 발자취
- 프란츠 알트 - 수학자.[28]
- 몽고메리 앳워터 - 눈사태 연구원이자, 예측 선구자.[29]
- 레스 어코인 - 의원.
- 프레드 벡키 - 주요 등산가,[30]
- 나탈 베츠 - 메사츄메츠 의원 후보.[31]
- 빌 보워먼 - 옛 미국 트랙 및 필더 코치이자 나이키 공동 설립자.[32]
- 체미 브룸홀 - 미국 스키팀 구성원 메인 블랙 마운틴 리조트 공동 설립자.[33]
- 데이비드 R. 브라우너 - 옛 시에라 클럽의 집행감독원이자 회장.[34]
- H. 아담스 카터 - 옛 미국 스키팀 구성원, 제2차 세계 대전 민간 산악 조교.
- 찰리 미넛 돌 - 국제 스키 순찰대의 설립자(1938년 ~ 1950년).
- 밥 돌 - 옛 미국 상원 당 지도자이자 대통령 후보.[35]
- 존 엘브룸 - 옛 미국 스키 점핑 미국 거리 기록 보유자, 사우스캘리포니아 스노우 벨리 리조트의 설립자, 미국 국제 스키 및 스노우보드 명예의 전당 1968년 응모병.[36]
- 맷 에버스만 - 모가디슈 전투 당시 체크 4 지휘관.[37]
- 앤드루 익슘 - 중동 분석가, 블로거, 작가.
- 기노 홀랜더 - 화가
- 존 림브리에 - 고기후학자.
- 프란시스 E. 로우 - 이론 물리학자.[38]
- 토니 맷 - 미국 다운힐 스키 챔피언.[39]
- 존 D. 마그라스 - 제10산악사단 첫 명예 훈장 수여자 (1945년 제2차 세계 대전 도중).[40][41]
- 자레드 C. 몬티 - 제10산악사단 두 번째 명예 훈장 수여자, 항구적 자유 작전 중인 2009년에 전사.[42]
- 크레이그 뮬라니 - 작가.[43]
- 몰리 넬슨 - 매 사냥꾼이자 교육자.
- 얼 노렘 - 만화가.[44]
- 월터 프라거 - 세계 다운힐 스키 챔피언.
- 요하네스 쉬네이더 - 제2차 세계 대전 민간 스키 조교 및 사단 조교.
- 페테 세이베르트 - 바일 스키 리조트의 설립자.
- 빅터 세르핀스키 - 수학자이자 전기 기술자.
- 얼 포스터 톰슨 - 올림픽 승마 선수
- 워너 폰 트랍포 - 폰 트라프 가문의 가수.[45]
- 프란츠 웨스너 - 민간 기술 고문.[46]
- 윌리엄 존 울프그램[47]
- 에릭 울프 - 인류학자.[48]
- 고든 워렌 - 올림픽 스키 점퍼.
- 조세프 요리오 - 제 서비스의 최고경영자이자 사장.
- 윌리엄 스웬슨 - 명예훈장 수훈자 (미국-아프가니스탄 전쟁 도중), 현재 제10산악사단 제32보병연대, 1대대 지휘관 중령.

## 편성

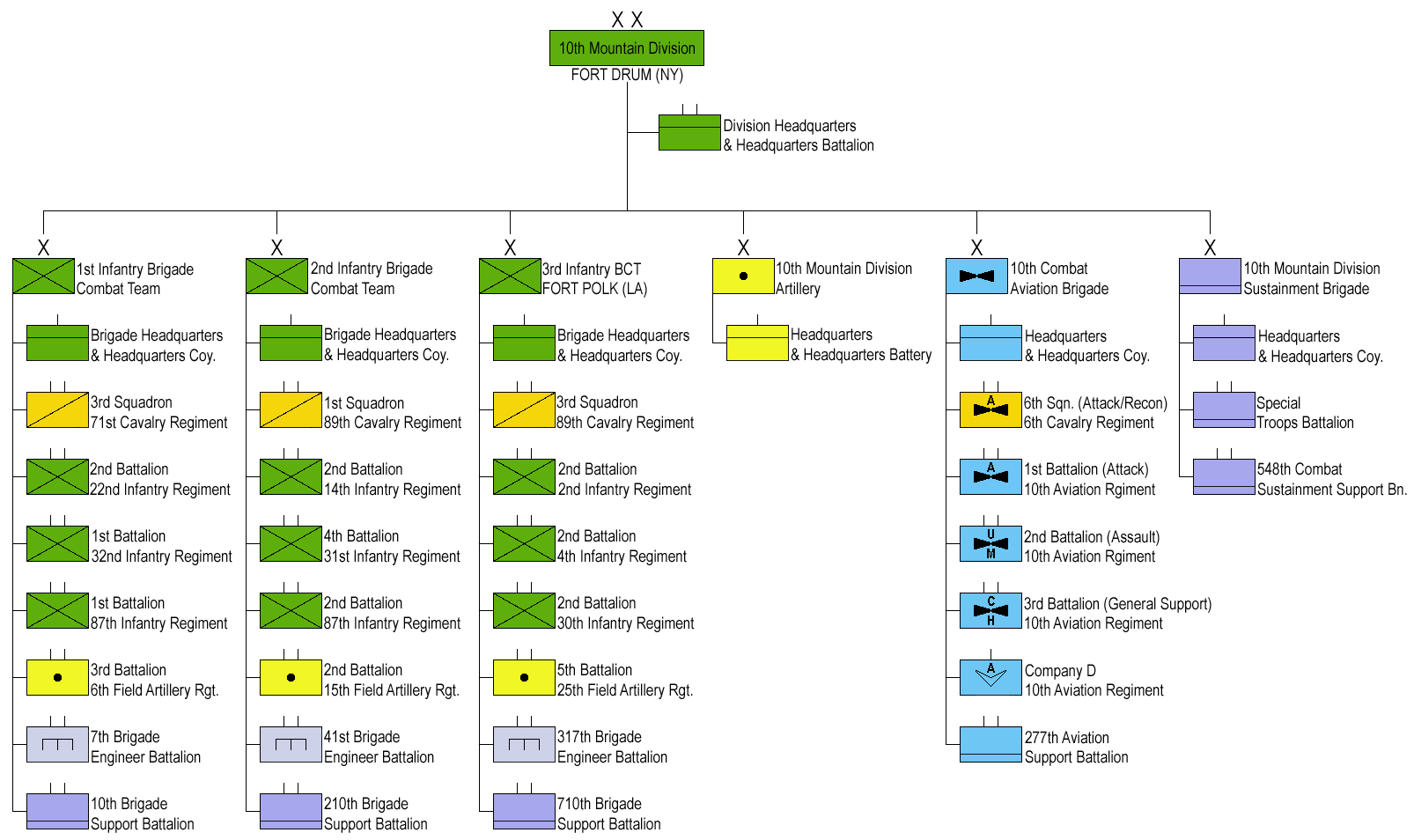
제10산악사단의 2017년 전투 서열

제10산악사단은 여단전투단과 전투항공여단, 그리고 특수병력대대로 이루어져 있다.
- 본부 및 본부대대
  - 본부 및 본부중대
  - 본부지원중대
  - 정보지원중대
  - 통신중대
  - 군악대
- 제1여단전투단 "Warrior"[49]
  - 제71기병연대, 1전대
  - 제22보병연대, 2대대
  - 제32보병연대, 1대대
  - 제87보병연대, 1대대
  - 제6야전포병연대, 3대대
  - 제7공병대대[fn 1]
  - 제10여단지원대대
- 제2여단전투단 "Commandos"[49]
  - 제89기병연대, 1전대
  - 제14보병연대, 2대대
  - 제31보병연대, 4대대
  - 제87보병연대, 2대대
  - 제15야전포병연대, 2대대
  - 제41공병대대[fn 2]
  - 제210여단지원대대
- 제86보병여단전투단 (VT NG)[50][51]
  - 특수병력대대[52]
  - 제172기병연대, 1전대 (RSTA)
  - 제102보병연대, 1대대 (산악) (CT NG)
  - 제172보병연대, 3대대 (산악) (ME NG/NH NG/RI NG/VT NG[53]
  - 제157보병연대, 1대대 (CO NG)[54]
  - 제101야전포병연대, 1대대 (MA NG/VT NG)
  - 제186여단지원대대
  - 제572여단공병대대
- 제10산악사단 포병대
  - 본부 및 본부대대
- 제10전투항공여단 "Falcons"[49]
  - 제10항공연대, 1대대 (공격)
  - 제10항공연대, 2대대 (강습)
  - 제10항공연대, 3대대 (종합 지원) "Phoenix"
  - 제6기병연대, 6전대 "Six Shooter"
  - 제277항공지원대대 "Mountain Eagle"
- 제10산악사단, 지원여단 "Muleskinners"[55]
  - 제10특수병력대대 "Workhorse"
  - 제548전투유지지원대대
  - 제63병기대대(EOD)
  - 제91헌병대대 - 제16헌병여단의 일부

## 기록
제10산악사단은 제2차 세계 대전에서 2개 종군 리본과 테러와의 전쟁에서 4개의 종군 리본을 합해 총 6개의 종군 리본과 2개 부대 장식을 수여받았다. 사단 예하의 여단은 독자적 전개로 많은 장식을 수여받았다.

### 계보
- 1943년 7월 10일, Headquarters, 10th Light Division
Army of the United States에 배정됨.
→제10경사단, 본부
- 1944년 11월 6일, Headquarters, 10th Mountain Division
→제10산악사단, 본부
- 1948년 6월 18일, Headquarters, 10th Infantry Division
→제10보병사단, 본부
- 1948년 6월 25일, 정규군에 배정됨.
- 1985년 1월 22일, Headquarters and Headquarters Company, 10th Mountain Division
→제10산악사단, 본부 및 본부중대
- 2004년 9월 16일, Headquarters and Tactical Command Posts, 10th Mountain Division
→제10산악사단, 본부 및 전술지휘소
- 2009년 10월 16일, Headquarters and Headquarters Battalion, 10th Mountain Division
→제10산악사단, 본부 및 본부대대

### 전역
| 스트리머                        | 내역                                               |
| ------------------------------- | -------------------------------------------------- |
| 제2차 세계 대전, 유럽 전구 전구 | - 북부 알파인 - 포 계곡                            |
| 국군 원정                       | 소말리아                                           |
| 테러와의 전쟁                   |                                                    |
| 아프가니스탄                    | - 제1(I)차 통합 - 제2(II)차 통합 - 제3(III)차 통합 |
| 이라크                          | - 이라크 주권 - 이라크 Sovereignty                 |

### 스트리머
| 스트리머          | 내역                                            | 명령서                                 | 참고   |
| ----------------- | ----------------------------------------------- | -------------------------------------- | ------ |
| 육군 공훈부대표창 | 중앙아시아, 2001년~2002년                       |                                        |        |
| 육군 공훈부대표창 | 아프가니스탄, 2003년 4월 2일 ~ 2004년 5월 13일  | 영구 명령 제149-10호 2009년 5월 20일   | [ 56 ] |
| 육군 공훈부대표창 | 이라크, 2008년 5월 10일 ~ 2009년 5월 20일       | 영구 명령 제006-19호, 2010년 1월 6일   | [ 57 ] |
| 육군 공훈부대표창 | 아프가니스탄, 2010년 10월 2일 ~ 2011년 10월 1일 | 영구 명령 제361-19호, 2011년 12월 27일 | [ 58 ] |
| 육군 공훈부대표창 | 아프가니스탄, 2014년 2월 6일 ~ 11월 4일         | 영구 명령 제338-01호, 2014년 12월 4일  | [ 59 ] |

## 참고

### 인용
1. ↑  Stanton, Shelby L. (2006). 《World War Two Order of Battle, U.S. Army》 (영어). Stackpole Company. ISBN 0811701573. 제8, 13, 16, 그리고 제20기갑, 그리고 제65, 71, 76, 86, 89 그리고 제97보병사단과 함께 제10산악사단은 전쟁이 끝나기 수개월전인 1945년 1월 8일에 참전했다.
2. ↑  McGrath 2004, 166쪽.
3. ↑  Young 1959, 592쪽.
4. ↑  Webster, Bill (1990). 《Seneca, the Climber's Guide》 (영어). Earthbound. 18쪽.
5. ↑  “Training at Seneca Rocks West Virginia” (영어). 2012년 6월 30일에 원본 문서에서 보존된 문서. 2010년 2월 1일에 확인함.
6. ↑  “Center highlights 10th Mountain Division's legacy” (영어). USA 투데이. 2007년 7월 13일. 2010년 9월 26일에 원본 문서에서 보존된 문서. 2009년 7월 9일에 확인함.
7. 1 2  “10th Mountain Division” (영어). The Institute of Hetraldry. 2009년 7월 6일에 확인함.[깨진 링크(과거 내용 찾기)]
8. 1 2  Young 1959, 590쪽.
9. 1 2  Young 1959, 591쪽.
10. ↑  Brooks, Thomas R. (2003). 《The War North Of Rome: June 1944- May 1945》 (영어). 다카포 프레스. 354쪽. ISBN 978-0-306-81256-9.
11. 1 2 3 4 5 6 7 8  “10th Mountain Division”. 《globalsecurity.org》 (영어). 2009년 7월 6일에 확인함.
12. ↑  McGrath 2004, 189쪽.
13. ↑  McGrath 2004, 232쪽.
14. 1 2  “Army Strikes Back at Bush” (영어). ABC 뉴스. 2009년 7월 9일에 확인함.
15. 1 2  “The Facts about Military Readiness” (영어). 헤리티지 재단. 2000년 9월 15일. 2010년 1월 31일에 원본 문서에서 보존된 문서. 2009년 6월 9일에 확인함.
16. ↑  “Army: 2 Units Unprepared” (영어). CBS 뉴스. 1999년 11월 10일. 2009년 6월 9일에 확인함.
17. ↑  “No Bad Units, Only Bad Leaders” (영어). 밀리터리닷컴. 2009년 6월 11일에 원본 문서에서 보존된 문서. 2009년 7월 9일에 확인함.
18. ↑  “'Be Proud, Strong, Ready,' Bush Tells 10th Mountain Troops” (영어). American Forces Press Service. 2015년 9월 28일에 원본 문서에서 보존된 문서. 2009년 7월 9일에 확인함.
19. ↑  “Going in small in Afghanistan” (영어). Christian Science Monitor. 2009년 7월 9일에 확인함.
20. ↑  “10th Combat Aviation Brigade Assumes OEF Aviation Mission” (영어). Defenselink.mil. 2015년 9월 29일에 원본 문서에서 보존된 문서. 2009년 7월 19일에 확인함.
21. ↑  “10th Mountain Division Takes Afghanistan Task Force Command” (영어). DefenseLink. 2009년 7월 7일에 원본 문서에서 보존된 문서. 2009년 7월 7일에 확인함.
22. ↑  Vogt Melissa (2007년 2월 16일). “173rd Airborne heading to Afghanistan” (영어). 아미 타임스. 2009년 9월 22일에 원본 문서에서 보존된 문서. 2008년 4월 24일에 확인함.
23. ↑  “GlobalSecurity.org: 10th Combat Aviation Brigade” (영어). globalsecurity.org. 2009년 7월 18일에 확인함.
24. ↑  “10th Mountain Division Leads New Deployments to Afghanistan” (영어). DefenseLink. 2009년 7월 7일에 확인함.
25. ↑  “10th Mountain Division troops move into Logar, Wardak provinces” (영어). ISAF 공사 사무실. 2009년 7월 16일에 원본 문서에서 보존된 문서. 2009년 7월 7일에 확인함.
26. ↑  “Army Announces next Iraq Rotation” (영어). 미국 육군 공사 사무실. 2009년 7월 15일에 확인함.
27. ↑  “1st Brigade Combat Team will join troop surge in Afghanistan” (영어). 아메리칸 포스 프레스 서비스. 2009년 11월 8일에 원본 문서에서 보존된 문서. 2009년 12월 16일에 확인함.
28. ↑  《Beyond Calculation: The Next Fifty Years of Computing》 (영어). Springer. 1998. ISBN 978-0-387-98588-6.
29. ↑  Brennan, John (2006). “Genesis of the Avalauncher” (PDF). 《The Avalanche Review》 (영어) (American Avalanche Association) 24 (3): 18-19. 2008년 8월 28일에 원본 문서 (PDF)에서 보존된 문서. 2011년 6월 15일에 확인함.
30. ↑  Neil Modie (2003년 3월 8일). “Icon to some, legendary climber Beckey still obscure to many” (영어). Seattle Post-Intelligencer. 2006년 2월 7일에 확인함.
31. ↑  “Bech challenges Olver” (영어). 2011년 5월 20일에 원본 문서에서 보존된 문서. 2008년 7월 6일에 확인함.
32. ↑  Moore, Kenny (2006). 《Bowerman and the Men of Oregon》 (영어). Emmaus, Pennsylvania: Rodale. ISBN 978-1-59486-190-1.
33. ↑  Heather Burke (2001년 12월 16일). “Remembering The 10th ? A Look Back At Ski Warriors” (영어). Maine Sunday Telegram. 2007년 6월 25일에 원본 문서에서 보존된 문서. 2007년 5월 12일에 확인함.
34. ↑  스티브 로퍼 (2001). 《David Ross Brower》 (영어). 아메리카 알파인 저널. 455쪽.
35. ↑  Lee Sandlin. “Losing the War” (영어). 2015년 12월 23일에 확인함.
36. ↑  “U.S. National Ski Hall of Fame and Museum” (영어). 2009년 4월 25일에 원본 문서에서 보존된 문서. 2010년 4월 27일에 확인함.
37. ↑  Bowden, Mark (1999). 《Black Hawk Down》 (영어). Penguin Books. ISBN 978-0-451-20393-9.
38. ↑  “Physicist Francis E. Low, Former MIT Provost, Dies at 85” (영어). MIT News Office. 2008년 1월 20일. 2007년 3월 10일에 확인함.
39. ↑  “Toni Matt Dies at 69; Former Ski Champion” (영어). 뉴욕타임스. 1989년 5월 19일. 2007년 12월 2일에 확인함.
40. ↑  미국 육군. “Medal of Honor Recipients Vietnam (A-L)” (영어). Center of Military History. 2009년 11월 11일에 원본 문서에서 보존된 문서. 2008년 4월 24일에 확인함.
41. ↑  미국 육군. “Medal of Honor Recipients Vietnam (M-Z)” (영어). Center of Military History. 2008년 4월 24일에 원본 문서에서 보존된 문서. 2008년 4월 24일에 확인함.
42. ↑  Gina Cavallaro (2009년 7월 23일). “Fallen soldier to receive Medal of Honor” (영어). 아미타임스. 2009년 8월 17일에 원본 문서에서 보존된 문서. 2009년 7월 23일에 확인함.
43. ↑  Craig Mullaney. “Biography of Craig Mullanet” (영어). 2014년 3월 17일에 원본 문서에서 보존된 문서. 2009년 7월 7일에 확인함.
44. ↑  Yzquierdo, Ryan (2005년 12월 2일). “Earl Norem and the Big Looker Storybooks” (영어). Seibertron.com. 2008년 8월 21일에 확인함.
45. ↑  “Werner von Trapp, a Son in ‘Sound of Music’ Family, Dies at 91” (영어). 뉴욕 타임스. 2007년 10월 15일. 2009년 2월 5일에 확인함.
46. ↑  Schwartz, Susan (2005). 《Into The Unknown: The Remarkable Life of Hans Kraus》 (영어).
47. ↑  “William Wolfgram” (영어). Widener University. 2007년 2월 8일에 원본 문서에서 보존된 문서. 2007년 11월 30일에 확인함.
48. ↑  Ashraf Ghani; Eric Wolf (1987년 5월). “A conversation with Eric Wolf” (영어) 14 (2). American Ethnologist: 346~366. doi:10.1525/ae.1987.14.2.02a00110. ISSN 0094-0496.
49. 1 2 3  “Special Unit Designations” (영어). Center of Military History. 2211년 3월 9일에 확인함.
50. ↑  Gordon Block (2016년 10월 31일). “Pairing with Guard unit marks 10th Mountain Division’s Colorado return” (영어). Watertown daily times. 2017년 1월 25일에 확인함.
51. ↑  Video by Spc. Gillian McCreedy (2016년 10월 15일). “86th IBCT (MTN) Re-Patching to 10th MTN” (영어). 제172nd Public Affairs Detachment. 2017년 1월 25일에 확인함.
52. ↑  “Special Troops Battalion, 86th Infantry Brigade Combat Team” (영어). 2016년 10월 21일에 원본 문서에서 보존된 문서. 2017년 1월 25일에 확인함.
53. ↑  “3rd Battalion, 172nd Infantry (Mountain)”. 《GlobalSecurity.org》 (영어). 2017년 1월 25일에 확인함.
54. ↑  “Colo. National Guard infantry battalion to become part of new Army Associated Unit” (영어). 콜로라도 방위군 공보부. 2016년 3월 24일. 2016년 11월 5일에 원본 문서에서 보존된 문서. 2017년 1월 25일에 확인함.
55. ↑  “10th Sustainment Brigade” (영어). The Institute of Hetraldry. 2021년 3월 9일에 확인함.[깨진 링크(과거 내용 찾기)]
56. ↑  “Permanent Orders 149-10” (PDF) (영어). Alexandriava: U.S. Army Human Resources Command. 2009년 5월 29일. 2021년 3월 9일에 확인함.
57. ↑  “Permanent Orders 009-19” (PDF) (영어). Fort Knox, KY: 10 U.S. Army Human Resources Command. 2009년 5월 29일. 2017년 1월 25일에 확인함.
58. ↑  “Permanent Orders 361-19” (PDF) (영어). Fort Knox, KY: U.S. Army Human Resources Command. 2011년 12월 27일. 2021년 3월 9일에 확인함.
59. ↑  “Permanent Orders 338-01” (PDF) (영어). Fort Knox, KY: U.S. Army Human Resources Command. 2014년 12월 4일. 2021년 3월 9일에 확인함.

### 자료
- McGrath, John J. (2004), 《The Brigade: A History: Its Organization and Employment in the US Army》, Fort Leavenworth, Kansas: Combat Studies Institute Press, ISBN 978-1-4404-4915-4
- Young, Gordon Russell (1959), 《Army Almanac: A Book of Facts Concerning the Army of the United States》, Washington, D.C.: United States Government Printing Office, ISBN 978-0-7581-3548-3
- “History of the 10th Mountain Division” (영어). 포트 드럼 공사 사무소. 2011년 4월 29일에 원본 문서에서 보존된 문서. 2011년 4월 5일에 확인함.
- “Headquarters and Headquarters Battalion, 10th Mountain Division” (영어). Center of Military History. 2009년 7월 6일에 확인함.
- “Headquarters and Headquarters Company, 1st Brigade Combat Team, 10th Mountain Division” (영어). Center of Military History. 2009년 7월 9일에 확인함.
- “Headquarters, 2d Brigade Combat Team, 10th Mountain Division” (영어). Center of Military History. 2009년 7월 9일에 확인함.
- “Headquarters, 3d Brigade Combat Team, 10th Mountain Division” (영어). Center of Military History. 2009년 7월 9일에 확인함.
- “Headquarters, 4th Brigade Combat Team, 10th Mountain Division” (영어). Center of Military History. 2009년 7월 9일에 확인함.